# 凱撒大街 (法蘭克福)

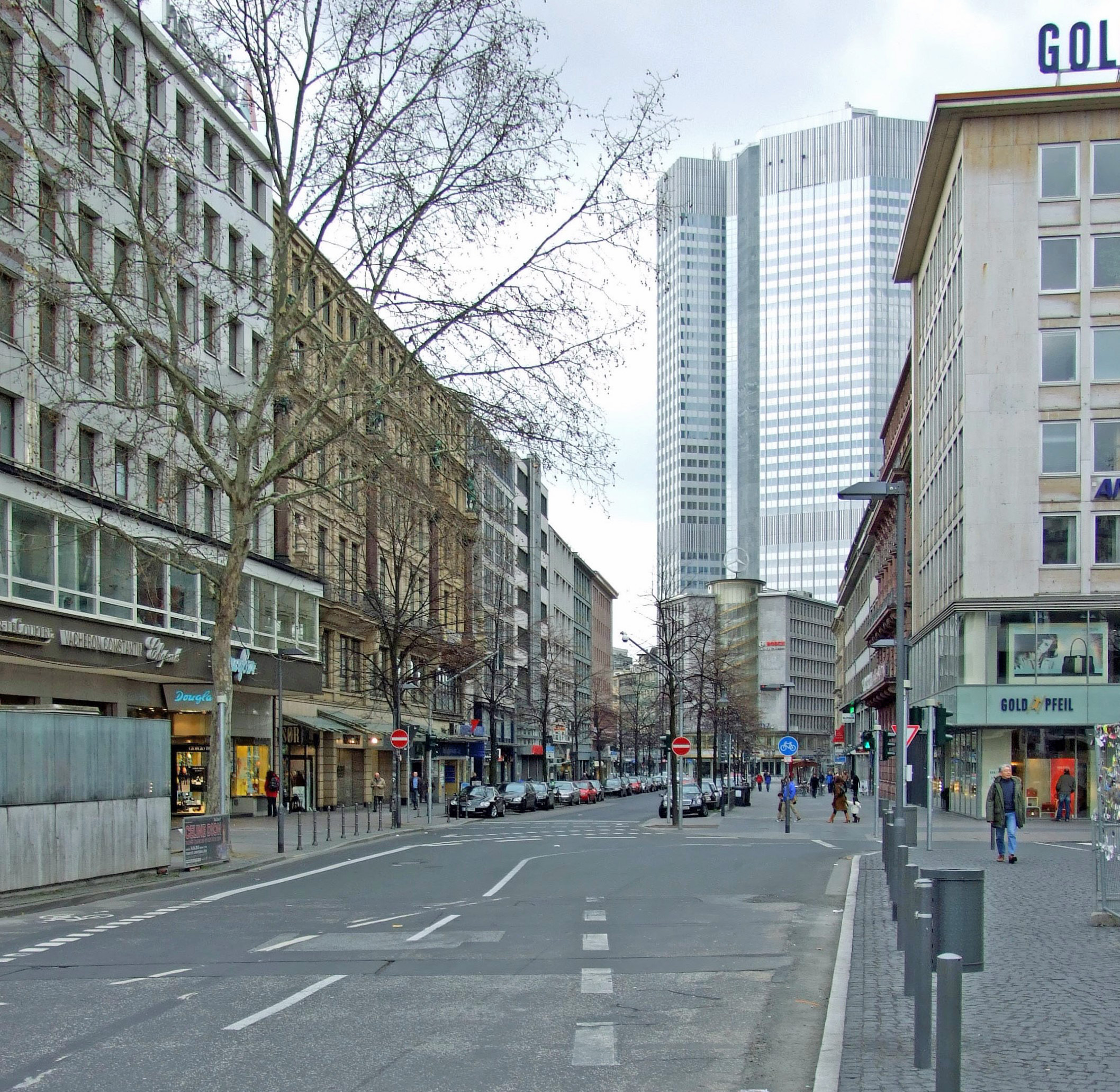
現代的凱撒大街

凱撒大街（德語：Kaiserstrasse）是美因河畔法蘭克福市中心最著名的街道之一。

## 历史
它的名字來源於德國皇帝（德語稱凱撒）。它將市中心的羅馬市場與火總車站連接起來。在被炸彈部分摧毀之前，它是威廉時代大城市林蔭大道的典型例子，於1874年至1888年間分兩段建造。二戰後，凱撒大街作為車站的主軸區，成為了法蘭克福紅燈區的代名詞。

## 画廊

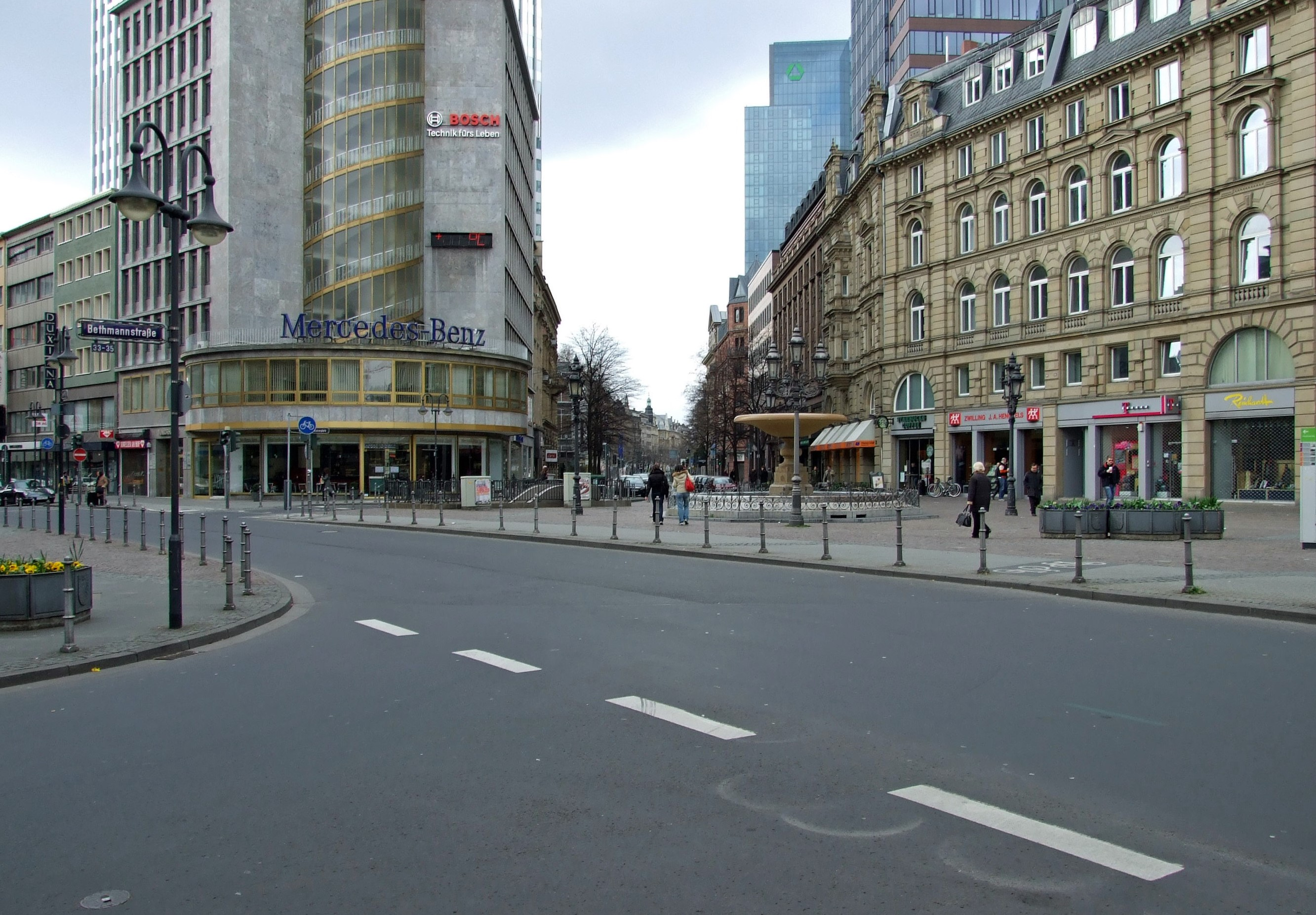
從凱撒廣場（Kaiserplatz）向火車總站看去
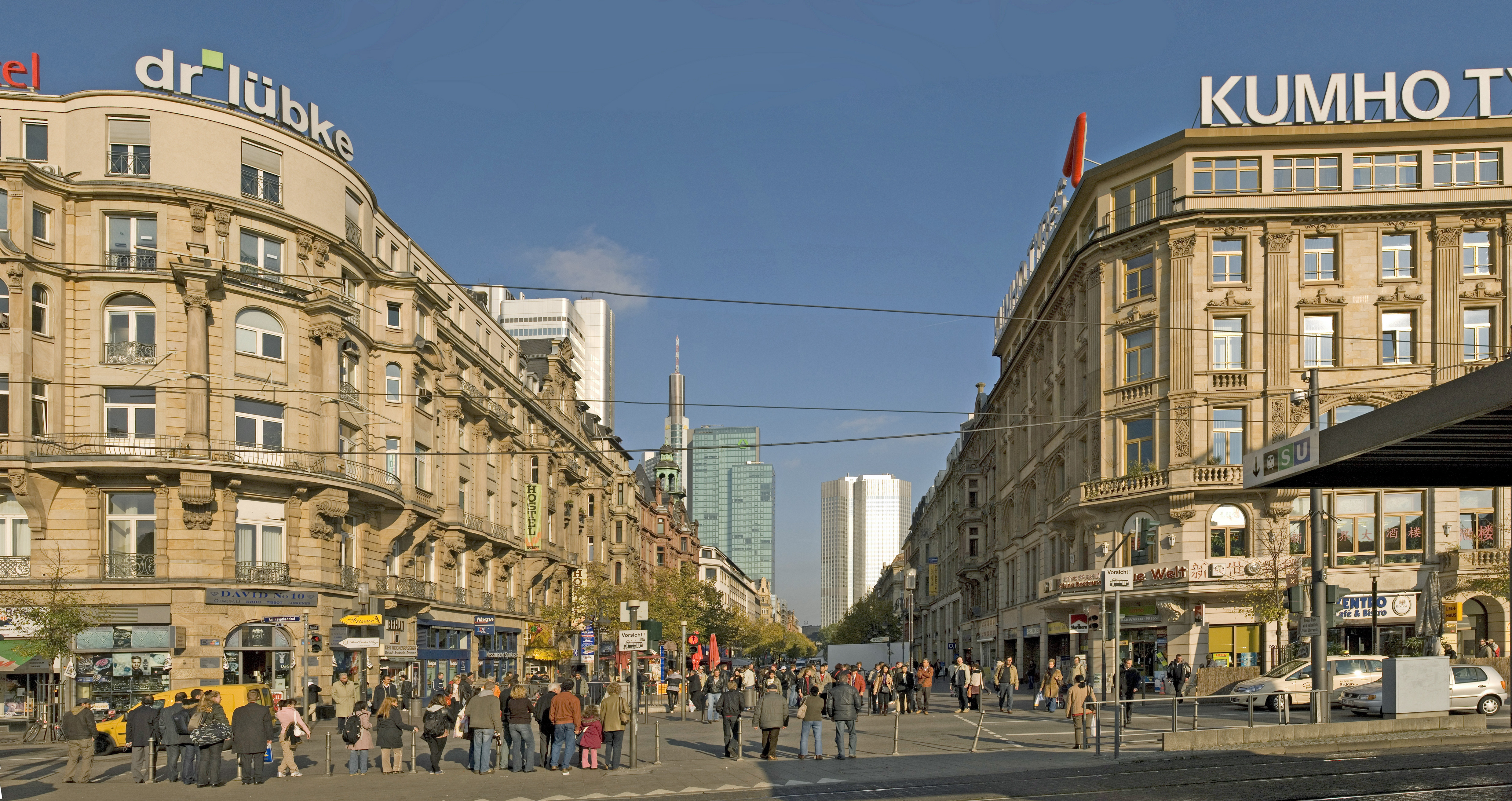
從車站前院看凱撒大街，左邊的建築是“英式宮廷”（EnglischeHof）
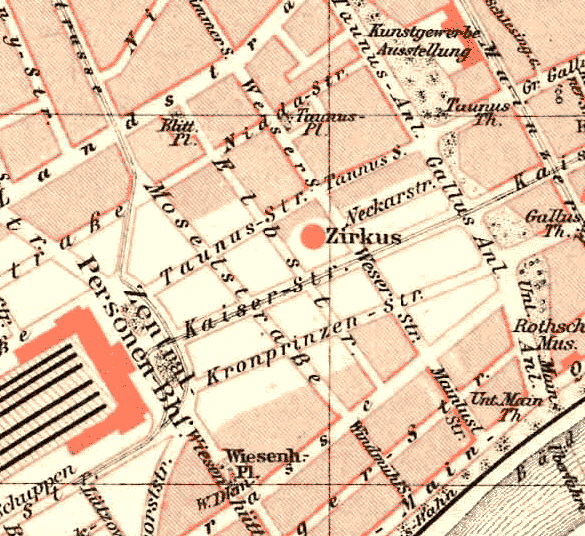
1893年，尚未完全開發的車站區
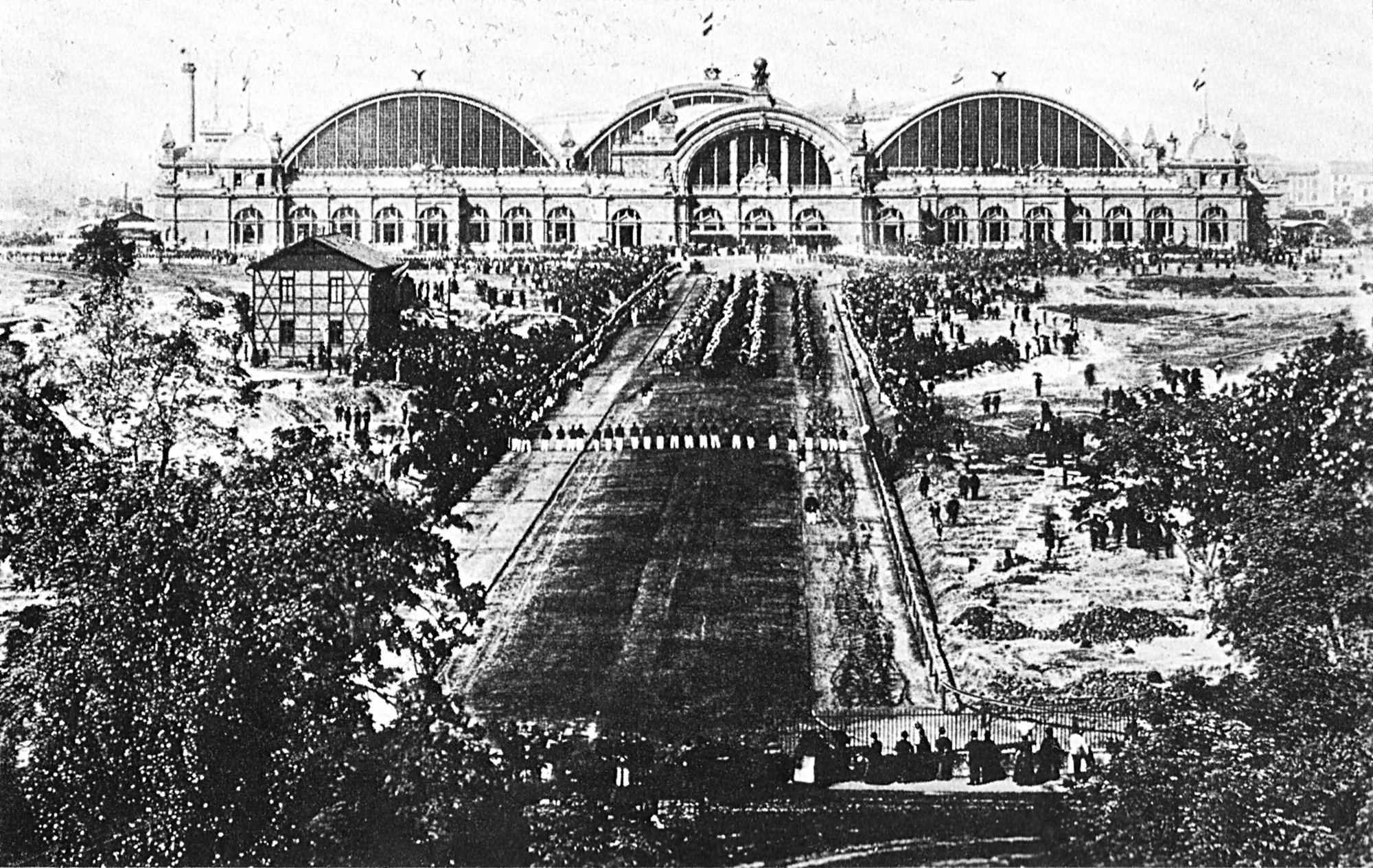
1889年的凱撒大街，背景為法蘭克福火車總站
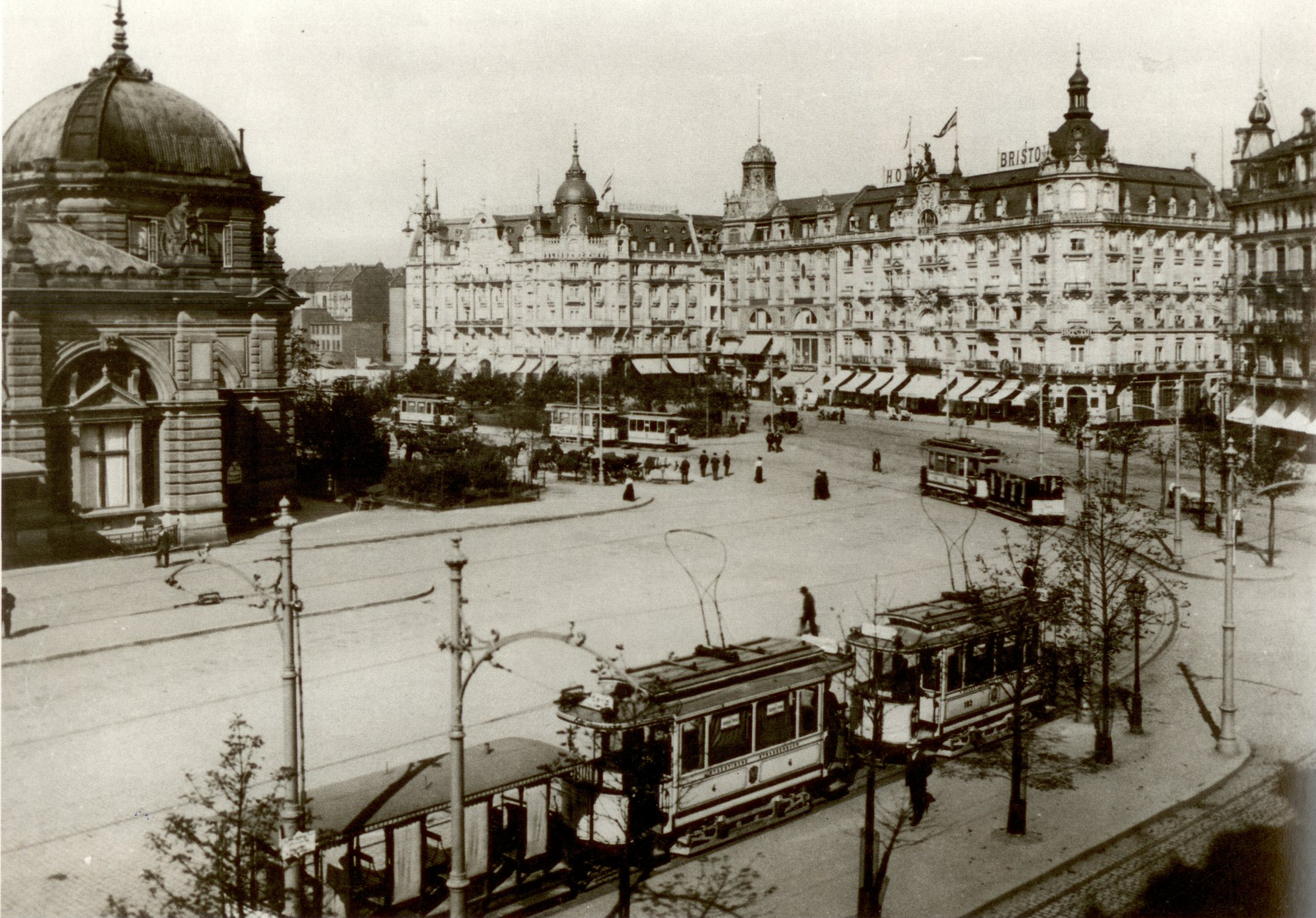
1903年的凱撒大街